# Albristhorn
L'Albristhorn (2.763 m s.l.m. ) è una montagna delle Prealpi Bernesi nelle Prealpi Svizzere.

## Caratteristiche
La montagna è collocata tra Lenk nella Simmental ed Adelboden nella Engstligental. È la montagna più alta della cresta che collega il Wildstrubel al Lago di Thun e divide il corso dei fiumi Kander e Simme. La vetta è accessibile ad escursionisti esperti e la salita parte dal passo Hahnenmoos.